# Abri du Barranco de Prao Medias
L'abri du ravin du Prao Medias est un abri sous roche situé dans la commune de Tormón, comarque de Comunidad de Teruel dans la province de Teruel.
Il contient des peintures rupestres de thèmes variés de l'art levantin, d'Art schématique ibérique et de gravures, faisant partie de l'ensemble de l'Art rupestre du bassin méditerranéen de la péninsule Ibérique déclaré patrimoine mondial par l'UNESCO en 1998 (réf. 874-...).
Il appartient au groupe d'abris sous roche de la Ruta de Arte Rupestre de Tormón, dans le parc culturel d'Albarracín.

## Découverte et localisation

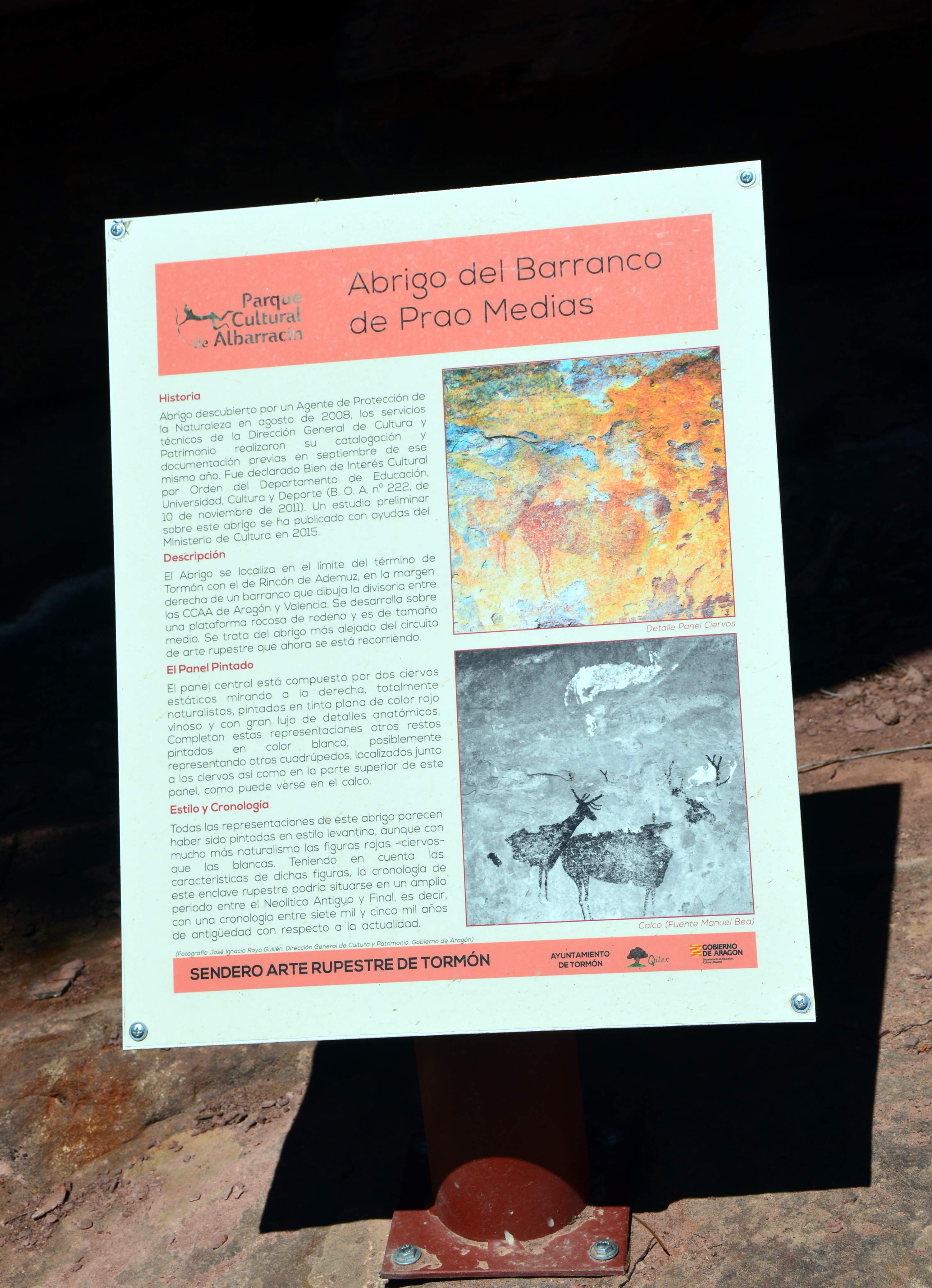
Panneau de l'abri de Prao Medias

Découvert par l'Agent de Protection de la Nature (Liberato Fortea) et le membre de l'équipe de pompiers no 18 (Ricardo Canet) -en août 2008- : les services techniques de la Direction Générale de la Culture et du Patrimoine du Gouvernement d'Aragon ont réalisé les précédentes travail de catalogage et de documentation pour sa déclaration comme Bien d'intérêt culturel (BIC).
Cependant, l'étude détaillée du refuge a été réalisée six ans plus tard (Manuel Bea Martínez, 2014).
L'abri, datant entre le Néolithique ancien et supérieur (7000-5000 av. J.-C.), est situé à la fin de la Route de l'art rupestre du Tormón. Son emplacement répond au paradigme des emplacements habituels des abris sous roche d'El Rodeno, dans une formation gréseuse torriforme qui se détache de l'environnement. Il est protégé par une clôture métallique.

## Description
L' affleurement rocheux forme une grande cavité orientée vers le sud-ouest, le support forme une paroi lisse, bien qu'avec des zones de détachement notables qui ont affecté plusieurs des représentations du panneau décoré :

« [...] ce qui ressort de cet ensemble est la représentation de deux beaux cerfs de style levantin peints en rouge qui, dans une attitude statique, regardent vers la droite, l'un derrière l'autre. Tant dans la partie supérieure qu'à droite de ces figures, se trouvent des restes peints en blanc qui correspondent à au moins deux autres quadrupèdes et à un éventuel cerf disparu. 5
Sentier de l'art rupestre de Tormón. Guide didactique, José Ignacio Royo Guillén et al »

Jusqu'à 5 motifs picturaux ont été identifiés dans la fresque :

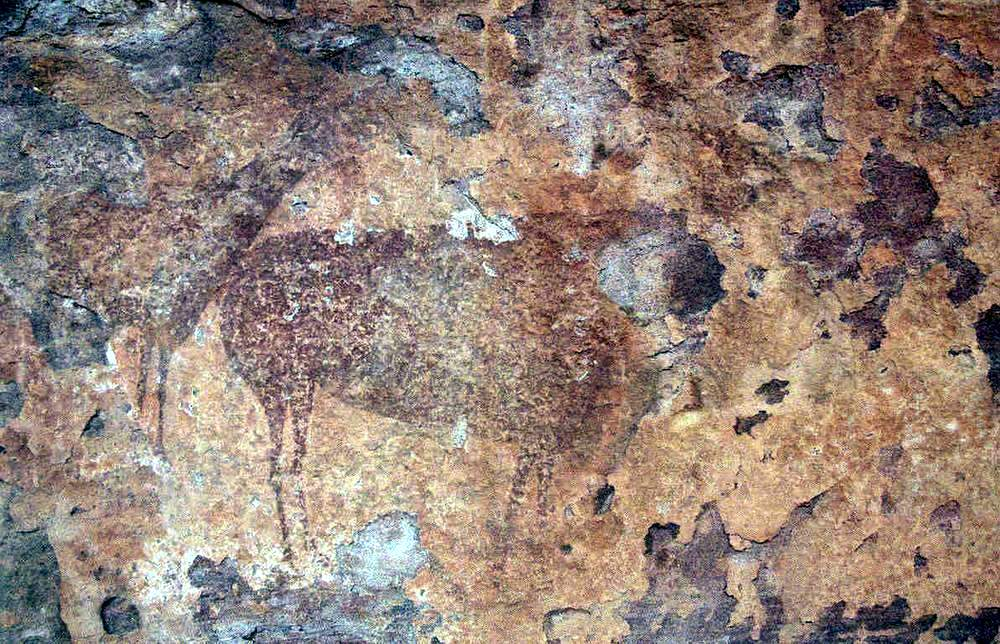
Détail de la fresque (Motif 1 et 2)

- Motif 1 : Cerf mâle adulte tourné vers la droite (en rouge foncé), les pattes arrières sont verticales et parallèles, tandis que les pattes avant sont disposées en « V » inversé et en angle aigu, témoignant de l'attitude statique de l'animal. Des effets de repeinture sont visibles, montrant l'ensemble du quadrupède, à l'exception de la partie antérieure (tête, cou, bois), où le support présente une plus grande érosion.
- Motif 2 : Cerf mâle adulte tourné vers la droite (en rouge foncé), partiellement superposé au Motif 1 : seule la partie antérieure de l'animal (tête, oreilles, bois) est conservée, cou stylisé sans effets de repeinture.

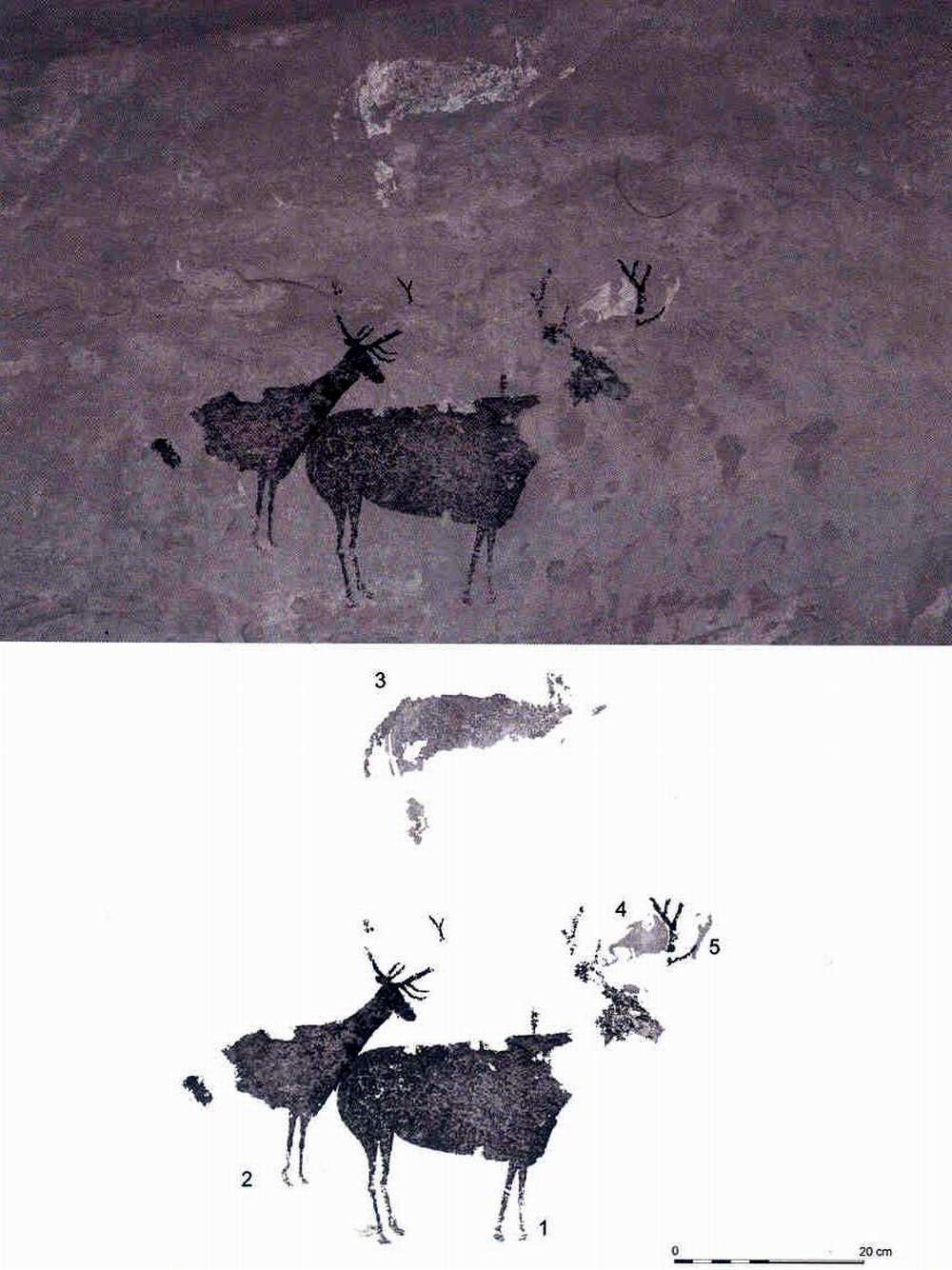
Détail de la fresque (Traitemen digital)

- Motif 3 : Probablement croupe zoomorphe orientée vers la droite, située quelques centimètres au-dessus du Motif 2 (14,5 cm). Mauvaise conservation, bien que certains éléments soient visibles (queue, patte arrière), le détachement du support dans cette partie du panneau affecte la moitié avant du motif.
- Motif 4 : Restes de peinture aux tons blanchâtres au dessus du Motif 1 (juxtaposé au bois gauche du cerf), difficile à interpréter : il pourrait évoquer à la fois l'arrière-train d'un quadrupède et la tête d'un anthropomorphe de style levantin.
- Motif 5 : Ligne blanche à tendance linéaire verticale : les extrémités supérieures (partiellement détachées) prennent une forme bident, à droite du Motif 4.

Les représentations picturales du manteau sont complétées par diverses taches et traits blancs à la fois dans la partie supérieure droite du panneau principal et à sa gauche.